# Unterbreizbach
Unterbreizbach is een gemeente in de Duitse deelstaat Thüringen, en maakt deel uit van de Wartburgkreis.
Unterbreizbach telt 3.366 inwoners. Naast het hoofddorp omvat de gemeente de dorpen Pferdsdorf, Sünna met Deicheroda, Mosa en Mühlwärts, Hüttenroda met Hofwiesen en Räsa en Poppenberg.

## Dorp

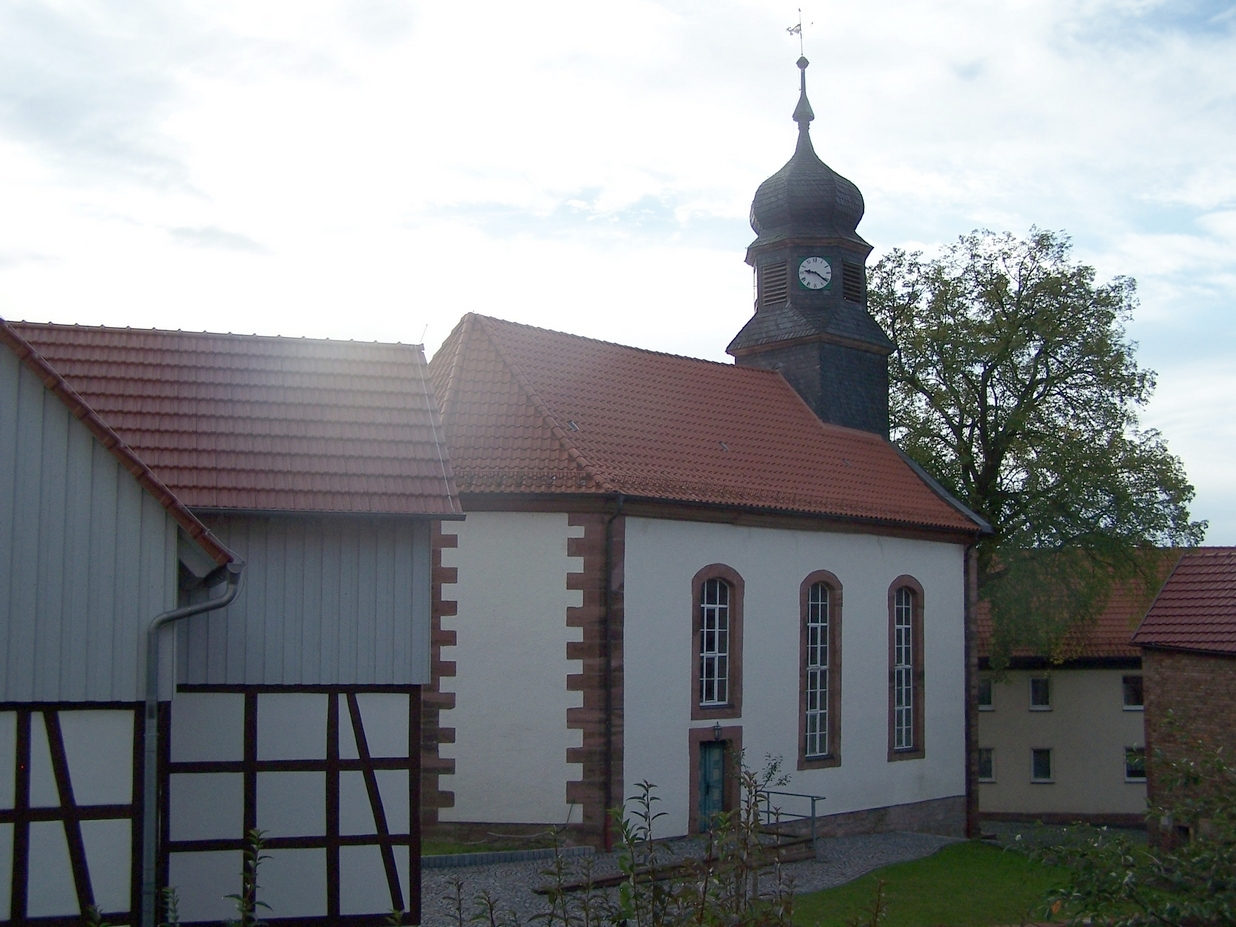
Dorpskerk

Het dorp Unterbreizbach wordt voor het eerst genoemd in een oorkonde uit 1390. De dorpskerk, filiaalkerk van de kerk van Vacha, is gebouwd in 1773.
Amt Creuzburg ·
Bad Liebenstein ·
Bad Salzungen ·
Barchfeld-Immelborn ·
Berka v. d. Hainich ·
Bischofroda ·
Buttlar ·
Dermbach ·
Eisenach ·
Empfertshausen ·
Geisa ·
Gerstengrund ·
Gerstungen ·
Hörselberg-Hainich ·
Kaltennordheim ·
Krauthausen ·
Krayenberggemeinde ·
Lauterbach ·
Leimbach ·
Nazza ·
Oechsen ·
Ruhla ·
Schleid ·
Seebach ·
Treffurt ·
Unterbreizbach ·
Vacha ·
Weilar ·
Werra-Suhl-Tal ·
Wiesenthal ·
Wutha-Farnroda